# Luis Hernández Azmitia
Luis Enrique Hernández Azmitia (Ciudad de Guatemala, 20 de marzo de 1976) es un empresario y político Guatemalteco. Fue diputado del Congreso de la República de Guatemala entre 2016 y 2020.En 2016 fue presidente de la Comisión de Salud Pública y Asistencia Social del congreso de Guatemala. Perteneció al partido político Movimiento Reformador -MR- del cual fue nombrado como Jefe de Bancada entre 2016 a 2018, posteriormente se integró al Frente de Convergencia Nacional

## Experiencia Laboral

### Iniciativa Privada
Su primer trabajo en 1997 fue en DOKLESA, seguido en el Grupo XANADU en el cual tuvo a su cargo varios departamentos de los cuales se destaca: Director de Operaciones,  Director de Operaciones y Comercialización para el grupo. En 2004 desempeñó el cargo de Presidente de División Latinoamérica para la empresa Cuts Fitness For Men. En 2008 fue Gerente General de la empresa BECSA - ANSA.
En 2009 se desempeñó como Director Financiero en Obras Marítimas, en 2013 y 2014 fue Gerente de WAYAK’ y Asesor de Junta Directiva en Fondo Unido Guatemala, respectivamente.

## Carrera política
En 2012 formó parte del recién creado Ministerio de Desarrollo Social, fue nombrado en el cargo de Viceministro de Protección Social, de enero a mayo de 2012, y estuvo encargado de dirigir, coordinar, programar y ejecutar algunos programas sociales que se implementaron a nivel nacional, dentro de estos a organizar a 1.913 colaboradores distribuidos en todo el país, donde se desarrolló con éxito el programa «Mi Bono Seguro», «Mi Bolsa Segura», «Mi Comedor Seguro» y «Jóvenes Protagonistas».
En el proceso de implementación del nuevo ministerio, fue nombrado en septiembre de 2012 como viceministro de Política, Planificación y Evaluación, de hasta mayo de 2013, del cual fue creador del mismo, siendo el responsable de formular, diseñar, monitorear y evaluar la Política Social.

### Diputado del congreso
En las elecciones de septiembre de 2015 fue elegido como diputado por el Distrito Metropolitano por el partido Visión con Valores, posteriormente, en el año 2016, se retiró de dicha organización y se integró a la bancada Movimiento Reformador la cual lideró desde 2016 a 2020. En el año 2020, se integró al partido del Frente de Convergencia Nacional; organización en la que limita actualmente.
Durante su período como parlamentario participó en la presentación de al menos 15 iniciativas de Ley basadas en 3 ejes principales: Salud, oportunidades y seguridad, de las cuales se destacan las siguientes:
- Iniciativa 5204, «Ley de Dignificación del Trabajador en Salud»
- Iniciativa 5283, «Ley de Prevención de la Violencia»
- Iniciativa 5388, «Prioridades Nacionales para el Desarrollo»

A inicio de su gestión fue elegido presidente de la Comisión de Salud del Congreso de la República de Guatemala durante un año. Además durante el año 2019 fue integrante de la «Comisión de la Verdad», que fue creada con el objetivo de verificar las acusaciones de violaciones a los derechos humanos, que surgieron en contra de la antigua Comisión Internacional Contra la Impunidad en Guatemala.
Para las elecciones de 2019 participó como candidato a diputado por el partido Podemos, su candidatura fue rechazada inicialmente por el Tribunal Supremo Electoral, por considerarlo tránsfuga al haber cambiado de partido político en la legislatura; pero, la prohibición entró en vigencia después de haberse cambiado, lo que permitió que participara. Sin embargo, no fue reelecto.
En enero de 2020, la entonces canciller Sandra Jovel, por órdenes de Jimmy Morales, presidente de Guatemala saliente; fue designado como consejero de Guatemala ante la Organización de los Estados Americanos (OEA) en un acto que ellos mismos calificaron como «político». El nombramiento provocó una avalancha de críticas porque algunos sectores consideraban que Hernández Azmitia no tenía la experiencia ni conocimientos para ejercer en el cargo; además, el presidente electo Alejandro Giammattei que tomaba posesión unos días después aseguró que ese nombramiento se revocaría, situación que se cumplió el 22 de enero de 2020 cuando Pedro Brolo firmó el acuerdo que lo revocaba.

### Regreso a la política
Para las elecciones de 2023 intentó participar como candidato a diputado por el partido FCN-Nación pero su candidatura fue rechazada por el Tribunal Supremo Electoral, por dos procesos legales en su contra por una investigación del Ministerio Público por supuestas anomalías en contrataciones en el Ministerio de Desarrollo, en donde fue viceministro durante el gobierno del Partido Patriota. Además, la fiscalía lo sindicó en un caso por violencia contra la mujer, derivado de una denuncia que colocó su exesposa en 2019. En mayo de 2023, la Corte Suprema de Justicia de Guatemala le otorgó un amparo a favor de su inscripción como candidato, esto le permitiría participar.